# Тион-ин

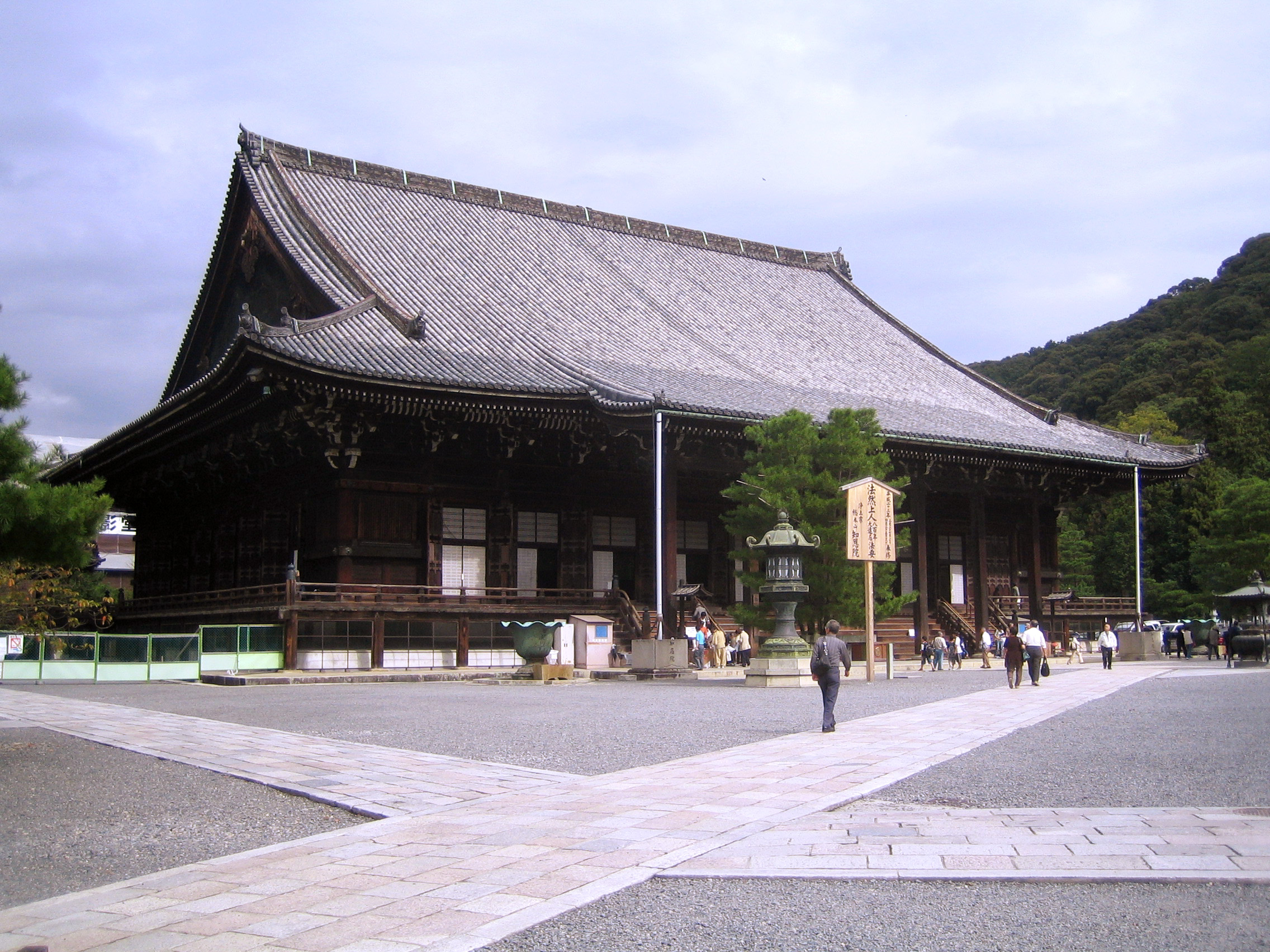
Главный храм Миэй-до в монастыре Тион-ин (御影堂)

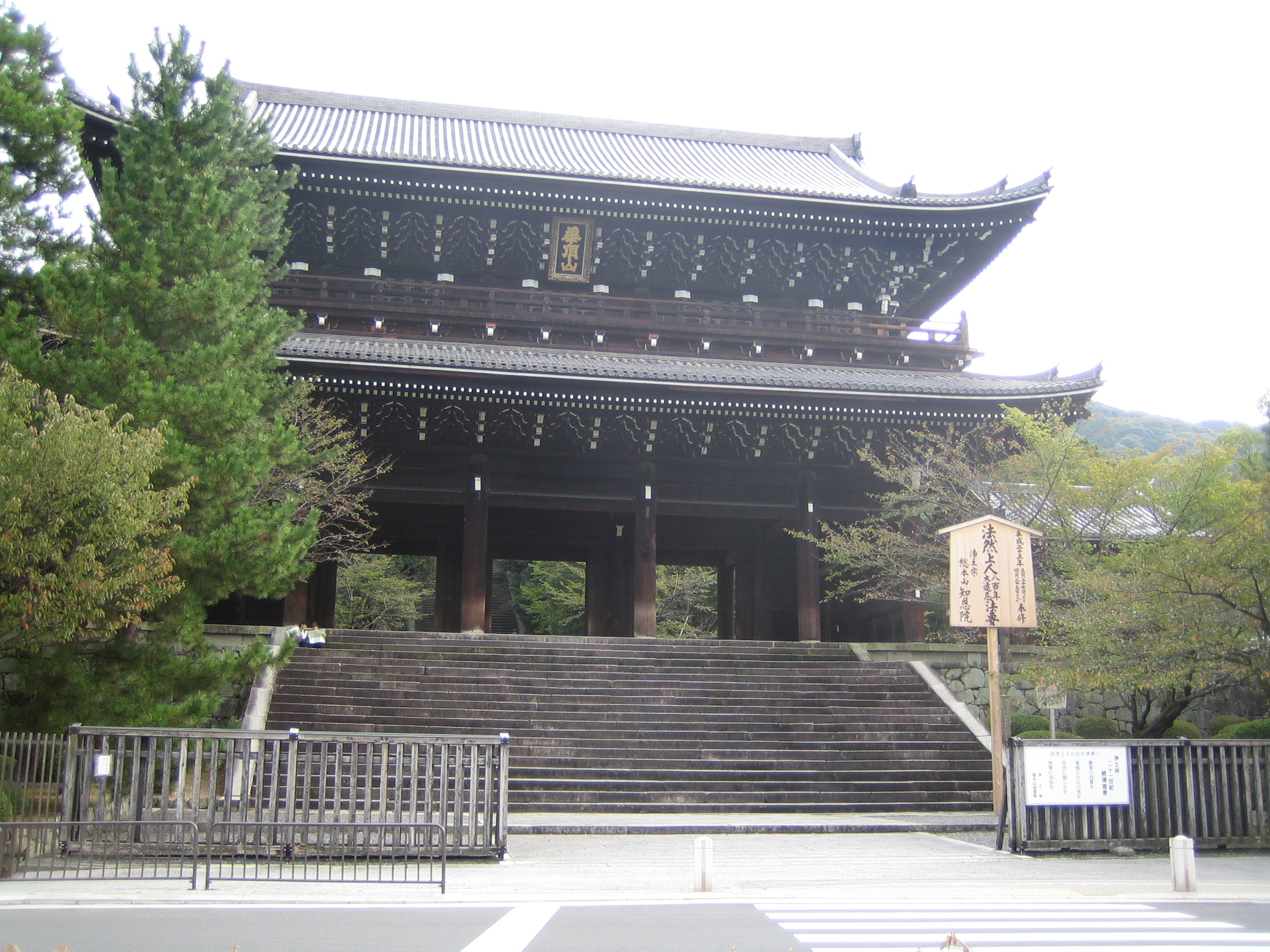
Ворота Саммон в монастыре Тион-ин

Тион-ин (яп. 知恩院) — главный храм японской буддийской школы Дзёдо-сю («Школы Чистой Земли»), основанной Хонэном (1133—1212), который объявил, что те живые существа, которые будут повторять формулу Нэмбуцу (памятование о Будде Амиде) найдут перерождение в раю (Чистой Земле). Храмовый комплекс находится в районе Хигасияма города Киото. На территории храмового комплекса имеются места, где Хонэн проповедовал своё учение и где он умер.

## История
Храм был построен в 1234 году учеником Хонэна Гэнти (1183-1238) в память об учителе. В 1633 строения комплекса были сожжены, но третий сёгун Токугава Иэмицу (1604-51) восстановил храмы, которые стоят по сей день.

## Архитектура
Массивные ворота саммон были построены в 1619. В состав храмового комплекса входят гостевые домики, построенные в 1641 году, и сад с прудом.
Интерес представляют балки крыш с фамильными знаками клана Токугава.
Храмовый колокол весит 74 тонны, чтобы в него звонить в новогодний праздник, привлекаются 17 монахов.